# دورا (آلاباما)
دورا (به انگلیسی: Dora) شهری در شهرستان واکر ایالت آلاباما است که مساحت آن ۱۹٫۴۷ کیلومتر مربع است و در سرشماری سال ۲۰۱۰ میلادی، ۲٬۰۲۵ نفر جمعیت داشته و تراکم جمعیتی آن، ۱۰۴٫۰۱ نفر در هر کیلومتر مربع بوده است.